# 呋咱
呋咱，别名1,2,5-噁二唑（1,2,5-氧杂二氮杂茂，1,2,5-oxadiazole），是含1个氧原子和2个氮原子的杂环化合物。呋咱及其衍生物由1,2-二酮的肟衍生物制得。

## 合成
理论上，制备呋咱的最简单方法是通过乙醛肟（乙二醛二肟）的环脱水反应，但是呋咱对高温或极端pH不稳定，这就要求了特定的工艺。乙醛肟生成呋咱是放热反应，并且伴随着有毒气体的产生。该反应可以通过在琥珀酸酐的存在下将乙醛肟加热至150℃来完成，呋咱在此温度下蒸发，从反应混合物中离去。